# Macrobrachium villosimanus
Macrobrachium villosimanus är en kräftdjursart som först beskrevs av Tiwari 1949.  Macrobrachium villosimanus ingår i släktet Macrobrachium och familjen Palaemonidae. Inga underarter finns listade i Catalogue of Life.